# Arrondissement Haguenau-Wissembourg
Arrondissement Haguenau-Wissembourg je francouzský arrondissement ležící v departementu Bas-Rhin v regionu Grand Est. Člení se dále na 5 kantonů a 144 obcí.

## Kantony
- Bischwiller
- Brumath (část)
- Haguenau
- Reichshoffen
- Wissembourg